# 莲洞教会
莲洞敎会（韓語：연동교회），是韩国一座长老会教堂，位于首爾特別市钟路区莲池洞。

## 历史
1894年，美北长老会传教士传福音获得了一些信徒，徐相崙建造礼拜堂。次年，开办莲洞小学。这所学校成为貞信女子高等學校的前身。
1900年，奇一（James Scarth Gale）被任命为第一任牧师，教会开始发展，将韩屋改建为教堂。贵族们另外在宗庙旁边的奉礼洞设立了一个礼拜场所，并于1910年建立妙洞教会（묘동교회）。在1904年，参加主日崇拜的人数为163人，其中35人是受洗信徒。朴勝鳳、兪星濬、李商在 等。 在海牙密使事件中的李儁也是该教会的信徒。
同年开设了第一所主日学，进行儿童教育，在现代韩国基督教教育领域发挥了先锋作用。小兒會大大增加了少年信徒的数量。由于貞信女子高等學校的影响，接受新教育的女信徒人数增加，产生了金瑪利亞、辛義敬、兪珏卿等著名人物。
1907年，该堂每周已有 1,200 名信徒出席礼拜。
日本殖民时期末期，主任牧师全弼淳带头进行亲日活动。1945年日本战败后，全体神职提出辞职，但作出的决议是，继续信任，保持原样。1959年韩国长老会分裂，它仍属于长老会。